# Pierre Cousin
Pierre Auguste Cousin, född den 18 mars 1867 i Paris, död den 18 januari 1933 i Archachon, var en fransk matematiker. Han är mest känd för de så kallade Cousin-problemen, baserat på en sats av Henri Poincaré. 
Cousin visade i sitt arbete Sur les fonctions de n variables complexes (1895, i Acta mathematica) för första gången med hjälp endast av den cauchyska funktionsteorins metoder, att en analytisk funktion av rationell karaktär av {\displaystyle n} variabler kan framställas som kvoten mellan två hela funktioner.